# كريستوف مولر
كريستوف مولر (بالألمانية: Christoph Gregor Müller) (و. 1963 – م) هو عالم عقيدة، وأستاذ جامعي، وكاهن كاثوليكي، من ألمانيا، ولد في فولدا.

## جوائز
حصل على جوائز منها:
- فرسان القبر المقدس.